# Night Shift
Night Shift, bildat 1991 i Belgrad, är en serbisk musikgrupp som består av tre medlemmar. Det bildades av bröderna Milan och Danijel Šćepanović tillsammans med deras vän Marko Dacić. Dacić har sedan dess lämnat för att ge plats åt Branislav Vukobratović. År 2002 släppte bandet sitt debutalbum Undercovers som endast innehåller covers av redan kända låtar. År 2009 släppte man sitt andra album Bez zaklona som var gruppens första album med egna låtar.

## Diskografi

### Album
- 2002 – Undercovers
- 2009 – Bez zaklona